# Cortez the Killer
Cortez the Killer — пісня Ніла Янга, випущена 1975 року в альбомі Zuma.
Ця пісня потрапила до списку 500 найкращих пісень усіх часів за версією журналу Rolling Stone. Також пісня потрапила до списку 100 найкращих гітарних соло за версією журналу Guitar World.